# De Makkelijke Maaltijd
De Makkelijke Maaltijd is een kookprogramma van de Nederlandse televisiezender 24Kitchen. Het programma is vanaf 2011 te zien op dit kookkanaal en wordt gepresenteerd door Rudolph van Veen. Hij wordt hierbij geassisteerd door verschillende jonge talenten.
In het programma laten de presentatoren zien hoe gemakkelijke recepten voor de doordeweekse maaltijd moeten worden bereid. Het programma geeft recepten met een bereidingstijd van ongeveer 30 minuten. Daarnaast is het gericht op inspiratie, het geven van kooktips en gevarieerd, lekker en gezond eten.

## Presentatoren
- Rudolph van Veen
- Evert te Pas - De Hollandse keuken
- Kasia Vermaire - De balansmaaltijd
- Prins van den Bergh - De kindvriendelijke maaltijd
- Roberta Pagnier - De Italiaanse keuken
- Mounir Toub - De Arabische keuken
- Estée Strooker
- Miljuschka Witzenhausen
- Danny Jansen
- Hugo Kennis